# Brexit
Brexit je složenica koja je nastala od spajanje dvaju engleskih riječi Britain (Velika Britanija) i exit (izlazak). Izraz se rabi za politički proces i medijsku kampanju koja je povezana s britanskim izlaskom iz Europske unije. Izraz je prvi put rabljen u lipnju 2012. godine u članku u The Economistu (tada u varijanti "Brixit"), a skovano je analogno pojmu "Grexita". Rezultat referenduma je 51,8 % za izlazak, a 48,2 % za ostanak u Europskoj uniji.
Europski parlament potvrdio je 29. siječnja 2020. na plenarnoj sjednici u Bruxellesu sporazum o izlasku Velike Britanije, prve zemlje u povijesti koja napušta Europsku uniju, koja se do sada uvijek širila. Za sporazum je glasao 621 zastupnik, protiv je bilo njih 49, a 13 suzdržanih. Sada je preostalo još da Vijeće EU-a kroz pisanu proceduru potvrdi sporazum koji će stupiti na snagu 31. siječnja, u ponoć, po srednjoeuropskom vremenu, što je 23 sata po britanskom vremenu, 1317 dana nakon što su Britanci odlučili napustiti Europsku uniju.

## Povijest
Povijesno, Ujedinjeno Kraljevstvo uvijek je imalo podcjenjivački odnos i kompleks superiornosti prema zemljama kontinentalne Europe i ovo je uvjetovano čimbenicima kao što su: fizička izoliranost otoka, snažna državna uprava, jaki osjećaj nacionalne pripadnosti, posebna vjera (Engleska Crkva) te jaki osjećaje neovisnosti. Ovi osjećaji osobito su prožeti u Engleskoj i šire u Velikoj Britaniji. Uzevši u obzir i kolonijalnu prošlost u kojoj je Velika Britanija kao imperij držala skoro četvrtinu Svijeta pod svojom upravom i to što je uspjela svoj jezik, upravno-politički sustav i kulturu proširiti po svijetu, te što je iz imperija proizašlo mnogo tehnološki i ekonomski uspješnih država: SAD, Kanada, Australija, Novi Zeland i Južnoafrička Republika.
Ujedinjeno Kraljevstvo kao otočna zemlja i bivša imperijalna sila, koja još i danas ima mnogo prekomorskih područja, ima dugu tradiciju neulaženja u unije s drugim zemljama. Mnogi takvi savezi i unije gledaju se sa sumnjom, i postoje oprečne sile unutar zemlje da se napuste takve unije, osobito ako one imaju politički predznak. U prošlosti su je opsjedale mnoge kontinentalne države, i stoljećima je odolijevala postati nečijim plijenom. Uspjela je prebroditi Prvi i Drugi svjetski rat, i zadnja stvar koju bi Ujedinjeno Kraljevstvo prihvatilo jest političko uplitanje s kontinentalne Europe. Zbog ekonomskih promjena nakon Drugog svjetskog rata, zemlja je polako gubila svoje kolonije te je ekonomski, tehnološki i politički počela ići silaznom putanjom. Ulazak u EEZ kao ekonomsku zajednicu, omogućilo je britanskom gospodarstvu pristup tržišnom bloku, a time i prosperitet.

### Rimski ugovor
Ujedinjeno Kraljevstvo nije potpisalo Rimski ugovor kojim je stvoren EEZ 1957. godine. U dva navrata (1963. i 1967.) zemlja je predala molbu za pristup EEZ-u, no u oba puta primanje u članstvo bilo je odbijeno zbog veta tadašnjeg francuskog predsjednika Charlesa de Gaullea. De Gaulle je obrazložio svoj veto rekavši da mnogi aspekti britanske ekonomije nisu sukladni s kontinentalnom Europom, počevši od uvjetā za rad do poljoprivrede.
Nakon odlaska de Gaullea s mjesta predsjednika Francuske, Ujedinjeno Kraljevstvo ponovno je poslalo molbu za članstvo i naposljetku je primljeno u EEZ 1. siječnja 1973. godine. Ovaj ulazak dogodio se za vrijeme većinske vlade Konzervativne stranke, koja je na čelu imala prvog ministra vlade Edwarda Heatha. Oporbena laburistička stranka, koja je bila pod vodstvom Harolda Wilsona, protivila se nekim uvjetima pod kojim je zemlja ušla u EEZ. Laburisti su u raspravama napadali konzervativnu vladu, i na glavnim parlamentarnim izborima 1974. godine, laburisti su se, kao dio svoje predizborne kampanje, zalagali za održavanje referenduma. Prema njihovom mišljenju, ulazak u EEZ treba dobiti potvrdu naroda, osobito oko uvjetā ulaska, a ne trebaju se slijepo slijediti odluke političara u Westminsteru. Budući da su laburisti pobijedili na općim parlamentarnim izborima, dobili su mandat za raspisivanje referenduma o članstvu u EEZ-u.

### Referendum iz 1975. godine i britanski ostanak u EEZ-u
Cilj referenduma bio je potvrda naroda treba li Ujedinjeno Kraljevstvo ostati zemlja članica EEZ-a. Referendum je imao samo jedno pitanje na koje je trebalo odgovoriti s DA ili NE, a pitanje je glasilo:
- Mislite li da Ujedinjeno Kraljevstvo treba ostati zemlja članica Europske zajednice (Zajedničkog tržišta)?

Prije održavanja referenduma, većina stranaka i glavnih medijskih kuća podržavale su ostanak u EEZ-u, no unutar vladajuće laburističke stranke nastao je raskol na njihovom kongresu 26. travnja 1975. godine. Članovi stranke glasovali su protiv ostanka u EEZ-u u omjeru dva prema jedan. Čak i unutar kabineta prvog ministra Harolda Wilsona, ministri su se razdvojili u skupine onih koji su podupirali ostatak u uniji i koji su se zalagali za napuštanje unije. Od 23 ministra u vladi, 7 ministara bili su protiv ostanka u EEZ-u. Zbog ovog raskola unutar svog kabineta, Wilson je suspendirao kolektivnu dužnost ministara po ustavu, te je svakom ministru dao za pravo da vodi kampanju po svojoj savjesti. Referendum se održao 5. lipnja 1975. godine i većina područja Ujedinjenog Kraljevstva glasovalo je za ostanak, osim Shetlandskog otočja i Vanjskih Hebrida koji su glasovali protiv. U zbroju svih glasova, ishod je bio da je narod htio ostati u EEZ-u.
| Glasovi za | Da (%) | Glasovi ne | Ne (%) | Odaziv (%) |
| ---------- | ------ | ---------- | ------ | ---------- |
| 17.378.581 | 67,2   | 8.470.073  | 32,8   | 64,5       |

### Prijašnje kampanje za izlazak iz EU-a
Nakon referenduma iz 1975. godine, buka i podjela oko ulaska u EEZ-u nije se smirivala u britanskim političkim krugovima, osobito u krugovima britanske laburističke stranke. U predizbornoj kampanji za opće parlamentarne izbore 1983. godine, laburisti su imali žestoku predizbornu platformu protiv EEZ-a, no ta je žestoka platforma osujećena. Te godine, konzervativna stranka, pod vodstvom Margaret Thatcher, žestoko je potukla laburiste na izborima. U parlamentarnim izborima ne samo da je Thatcher bila ponovno izabrana, nego su konzervativci dobili apsolutnu većinu. Zbog teškog poraza na izborima 1983. godine, laburistička stranka napustila je svoju platformu protiv EEZ-a. Sada su dvije vodeće britanske stranke podupirale članstvo u EEZ-u.
Nakon potpisivanja Ugovora iz Maastrichta 1993. godine, EEZ postaje Europska unija i tako iz ekonomske zajednice prerasta u političku zajednicu. Ova promjena ponovno je zahuktala snage protiv EU-a unutar Velike Britanije, no protivnici, iako ih je bilo u velikim strankama, nisu bili toliko izraženi. Snage unutar društva koje su se protivile ostanku u Europskoj uniji stvaraju nove stranke koje imaju istaknuti stav protiv Europske unije. Na scenu se prvo pojavila Referendumska stranka (engl. Referendum Party) 1994. godine na čelu sa Sir Jamesom Goldsmithom koji se natjecao na općim izborima za britanski parlament 1997. godine, kada je uspio dobiti 2,6 % od ukupnog broja glasova u Velikoj Britaniji, no zbog izbornog sistema nije uspio izboriti niti jedno mjesto u parlamentu. Isto tako, u ranim 1990-im, nastala je euroskeptična Stranka za neovisnost Ujednjenog Kraljevstva (engl. UK Independence Party; poznata po kratici UKIP). Ova stranka imala je uspjeha na izborima za europski parlament, gdje su 2009. godine bili drugi po broju zastupnika iz UK-a, a 5 godina kasnije, odnosno 2014. godine, bili su prvi po broju zastupnika za europski parlament.

### Ciljevi Brexita
Politički cilj, koji razni pojedinci, skupine i političke stranke slijede, povlačenje je iz Europske unije prema članku 50. Ugovora o Europskoj uniji.
Pristaše Brexita postavile su imigraciju u središte svoje kampanje. Pozivaju da se "preuzme nadzor" nad granicom ne bi li zaustavili priljev migranata iz EU-a i upozoravaju na eventualni ulazak Turske u Europsku uniju.
David Cameron je 2013. obećao da će organizirati ovaj referendum kako bi uklonio stalne podjele u svojoj stranci u vezi s Europom.

### Stav javnih medija
Kampanja protiv EU-a u Ujedinjenom Kraljevstvu većinom se vodi preko tabloida kao što su The Daily Mirror, Daily Mail, The Daily Express, The Sun i sličnih novina. Neke ljevičarske novinske kuće poput The Guardiana smatraju da kampanja tabloida graniči s histerijom.

### Javno mišljenje
Kampanja je pokazala i generacijski rascjep, jer se mladi Britanci uglavnom izjašnjavaju za EU, a stariji su skloni izlasku. Za ostanak su London, veliki gradovi, Škotska i Sjeverna Irska, dok je unutrašnjost Engleske za Brexit.

## Referendum o članstvu Ujedinjenog Kraljevstva u Europskoj uniji

### Ankete nekoliko dana prije referenduma
Prema anketama nekoliko dana prije održavanja referenduma, pristaše ostanka i zagovornici izlaska iz EU-a bili su gotovo posve izjednačeni, s tim da je posljednjih dana ponešto promijenjena opća sklonost i zagovornici ostanka imali su blagu prednost, što neki pripisuju okrutnom ubojstvu britanske zastupnice Jo Cox, gorljive zagovornice ostanka u EU-u.

### Tijek glasovanja
Referendum o članstvu Ujedinjenog Kraljevstva u Europskoj uniji održan je 23. lipnja 2016.
Prema prvim izvještajima medija, odaziv birača bio je iznad očekivanja. Glasovanje u nekim mjestima kao u Londonu bilo je poremećeno lošim vremenom, što je spriječilo izlazak mnogih birača na izborna mjesta. Prema izlaznim statistikama, primijećena je velika podijeljenost unutar Ujedinjenog Kraljevstva. Kulturalno mješoviti gradovi, Sjeverna Irska i Škotska glasovali su u većini za ostanak, dok je srednji dio Engleske, kojega većinom čine Englezi, i Wales glasovali su za izlazak iz Europske unije. Ovoj podijeljenosti u glasovanju pridonijela je dobro izrađena kampanja koja je oslanjala na uvriježene strahove od otvorenja radnih mjesta za sve članice EU-a, i gubitka domaćih radnih mjesta. Još povrh toga, izbjeglička kriza i val seobe naroda iz Bliskog istoka i Sjeverne Afrike koja je zapljusnula Europu, još je više stvorila zebnju i strah kod britanskih građana, osobito forsiranje kvota za primanje sirijskih i ostalih izbjeglica, te osjećaj straha od širenja islamskog fundamentalizma i povijesti terorističkih napada na britanskom tlu.

## Ishod
Britanski glasači na referendumu su se odlučili za izlazak iz Europske unije. Od važećih 93,2 % glasova, izbrojeno je 51,8 % glasača koji su za izlazak i 48,2 % glasova koji su za ostanak u Europskoj uniji. Vođa stranke UKIP Nigel Farage, u svom komentaru o uspjehu Brexita, proglasio je 23. lipnja 2016. godine "Danom neovisnosti Ujedinjenog Kraljevstva". Nakon što su objavljeni službeni rezultati referenduma 24. lipnja 2016., na konferenciji za medije ispred ulice Downing broj 10, premijer Ujedinjenog Kraljevstva David Cameron podnio je ostavku i naznačio da će biti efektivna u listopadu 2016. godine nakon kongresa Konzervativne stranke.
| Država         | Ostanak (%) | Izlazak (%) |
| -------------- | ----------- | ----------- |
| Engleska       | 46,8 %      | 53,2 %      |
| Wales          | 47,5 %      | 52,5 %      |
| Sjeverna Irska | 55,7 %      | 44,3 %      |
| Škotska        | 62 %        | 38 %        |

### Wales
U referendumu o članstvu u Europskoj uniji, stanovnici Walesa većinski su glasovali za izlazak, u omjeru 52,5 % za izlazak i 47,5 % za ostanak. Razlog toga stava Velšana dugogodišnje je ignoriranje Westminstera, dominantnih stranaka (konzervativci i laburisti), te osobito laburističke stranke koja je rabila dominatnu radničku klasu i niži društveni sloj kao servilne glasače koji bi redovito glasovali prema njihovim preporukama. Prema nekim analitičarima, glasovanje Velšana nije ništa drugo nego bunt protiv Westminstera i Bruxellesa, jer i jedni i drugi dugo godina ignoriraju njihove probleme oko životnog standarda i niske zaposlenosti. Izlasnost glasača bila je 71,7 %.

### Engleska
Osim Londona, ostatak Engleske uvjerljivo je bio na strani izlaska iz EU-a. Mnogi to objašnjavaju kao protest sadašnjoj vlasti i vladajućim strankama koje su samo zainteresirane za London i druga veća središta poput Liverpoola i Manchestera, dok manja mjesta i pokrajine nemaju posla niti perspektive u globaliziranom Ujedinjenom Kraljevstvu. Isto tako, neki objašnjavaju glasovanje stanovnika Engleske kao izlazak nacionalizma Engleske koja je dugo "trpila" i uvozila migrante iz raznih zemalja. Neki to smatraju "šamar" globalizaciji koja je otišla van kontrole.
| Regija             | Ostanak (%) | Izlazak (%) |
| ------------------ | ----------- | ----------- |
| Sjeveroistok       | 42 %        | 58 %        |
| Sjeverozapad       | 46,3 %      | 53,7 %      |
| Zapadni Midlands   | 40,8 %      | 59,2 %      |
| Veliki London      | 59,9 %      | 40,1 %      |
| Yorkshire i Humber | 42,3 %      | 57,7 %      |
| Istok              | 43,5 %      | 56,5 %      |

### Sjeverna Irska
Za razliku od Engleske i Walesa, stanovnici Sjeverne Irske glasovali su za ostanak u Europskoj uniji. Nasuprot Škotskoj koja je jedinstveno bila za ostanak, Sjeverna Irska bila je zemljopisno podijeljena na okruge koji su glasovali za ostanak i one koji su glasovali za odlazak. Sjeverna Irska prima dosta novaca iz EU-a za razne projekte, a izvoz robe i usluga prema Europskoj uniji čini više od 55 % bruto dohotka. Izvoz u Irsku čini preko 35 % bruto proizvoda, dok Sjeverna Irska uvozi oko 25 % od svog ukupnog uvoza iz Irske. Nakon završenog referenduma, zamjenik prvog ministra Sjeverne Irske Martin McGuinness, pozvao je javnost da razmisle o mogućem glasovanju o ujedinjenju s Irskom, zbog mogućeg negativnog učinka na gospodarstvo i standard Sjeverne Irske.

### Škotska
Škoti su u većini glasovali za ostanak u Europskoj uniji, u omjeru 62 % za ostanak i 38 % za izlazak. Ovaj rezultat nije bio neočekivan, no kako je bio suprotan od rezultata Engleske i Walesa, donosi nove pozive za pokretanje pitanja neovisnosti Škotske i odcjepljenje od Ujedinjenog Kraljevstva. Prema anketi koja je bila održana poslije referenduma 26. lipnja 2016., više od 59 % Škota spremi su da glasuju za neovisnost Škotske.

## Ostali
Gibraltar je velikom većinom glasovao za ostanak, čak 96%. Kanalski otoci nisu dio EU, nisu dio Ujedinjenog Kraljevstva, nego su krunske ovisne zemlje. Samo mali dio stanovnika imao je pravo glasovati. Vlade Guernseyja i Jerseyja su službeno zadržale neutralni status. Isto je i s otokom Manom. Skupine s tih otoka pokrenule su peticiju da i oni mogu glasovati na referendumu, no engleska kraljica odbila je u svibnju te zahtjeve.

## Posljedice referenduma

### Ekonomija
Prema nekim medijskim izvještajima o financijskim posljedicama Brexita, izlazak Ujedinjenog Kraljevstva iz Europske zajednice dovest će do devaluacije britanske funte od 15 do 20 %. Isto tako, izlazak iz EU-a pokrenut će silnice koje će dovesti do novog referenduma u Škotskoj i njenog izlaska iz Ujedinjenog Kraljevstva jer su Škoti u većini glasovali za ostanak u EU. Ubrzo nakon objave rezultata referenduma, britanska funta pala je za 10 % u vrijednosti sprema američkom dolaru, što je najniža razinu od 1985. godine. Dan nakon referenduma, odnosno 24. lipnja, londonski FTSE 100 izgubio je oko 500 bodova s indexa, odnosno 120 milijardi funti, dok je FTSE 250, koji ima manji broj stranih tvrtki, izgubio oko 11,4 %. Na burzama su najviše izgubile britanske banke. Barclays je ujednom danu izgubila 22 %, Lloyds 18 %, dok je Bank of Scotland izgubila 16 %. Mnoge druge tvrtke izgubile oko 40 % u svojim vrijednostima. Njemački burzovni indeks DAX pao je za 8 %, dok je francuski CAC 40 izgubio oko 10 %. Japanski Nikkei 255 izgubio je oko 8 %. što je bio najveći gubitak u jednom danu nakon tragičnog potresa i nesreće u Fukushimi.
| Valuta                 | Pad britanske funte 24. lipnja 2016. |
| ---------------------- | ------------------------------------ |
| američki dolar (USD)   | −8,8 %                               |
| australski dolar (AUD) | −5,2 %                               |
| brazilski real (BRL)   | −8,1 %                               |
| euro (EUR)             | −6,3 %                               |
| japanski jen (JPY)     | −12,3 %                              |
| kanadski dolar (CAD)   | −6,8 %                               |
| kineski juan (CNY)     | −9,0 %                               |
| rubalj (RUB)           | −6,1 %                               |
| švicarski franak (CHF) | −7,8 %                               |

### Mogućnost odcjepljenja Škotske, Sjeverne Irske i Gibraltara
Prva ministrica Škotske Nicola Sturgeon, predsjednica stranke SNP koja zagovara neovisnost Škotske, na konferenciji za medije 24. lipnja 2016. godine, nakon objave službenih rezultata referenduma, nije isključila drugi referendum o nezavisnosti Škotske na osnovu glasovanja Škota na referendumu, koji su u velikoj većini glasovali za ostanak u Europskoj uniji. Inače, referendum o neovisnosti Škotske 2014. godine bio je izgubljen u odnosu 55,3 % : 44,7 %.

## Reakcije iz svijeta
Donald Trump, konzervativni kandidat za američko predsjedništvo, pozdravio je izlazak Ujedinjenog Kraljevstva iz EU-a kao pobjedu britanskog naroda koji su vratili svoju neovisnost. Njemačka kancelarka Angela Merkel izjavila je da će Brexit unazaditi europske integracije, te je pozvala je na trezvenost i mir. Mnoge krajnje desničarske euroskeptičke stranke iz Nizozemske, Njemačke i Francuske pozdravile su Brexit kao prekretnicu i pokazatelj da je EU propala ideja i institucija.